# Корнет, Джордж
Джордж Томсон Корнет (англ. George Thomson Cornet; 15 июля 1877, Инвернесс — 22 ноября 1952, Ливерпуль) — британский ватерполист, двукратный чемпион летних Олимпийских игр.
Корнет дважды входил в состав сборной Великобритании по водному поло, которая стала лучшей на Олимпийских играх 1908 в Лондоне и 1912 в Стокгольме.
Также, Корнет занимался крикетом, лёгкой и тяжёлой атлетикой и футболом. В 2007 году он был включён в Шотландский спортивный зал славы.